# Maranta sobolifera
Maranta sobolifera är en strimbladsväxtart som beskrevs av Bengt Lennart Andersson. Maranta sobolifera ingår i släktet Maranta och familjen strimbladsväxter. Inga underarter finns listade.